# Mustafa Ali
Adeel Alam, meglio conosciuto con il ring name Mustafa Ali (Bolingbrook, 28 marzo 1986), è un wrestler statunitense sotto contratto con la New Japan Pro-Wrestling e la Total Nonstop Action Wrestling.
È noto per i suoi trascorsi in WWE dal 2016 al 2023, risultando il primo wrestler di origini pakistane ad aver militato nella stessa federazione.

## Carriera

### Circuito indipendente (2003–2016)
Ali ha combattuto in diverse federazioni indipendenti dal 2003 come la Dreamwave Wrestling (dove ha vinto una volta il Dreamwave Alternative Championship e il Dreamwave Heavyweight Championship), All American Wrestling, Freelance Wrestling, GALLI Lucha Libre, IWA Mid-South, Jersey All Pro Wrestling, National Wrestling Alliance e Proving Ground Pro.

### WWE (2016–2023)

#### Cruiserweight Classic (2016)
Ali partecipò al torneo del Cruiserweight Classic indetto dalla WWE. Nei sedicesimi di finale del 20 luglio Ali venne eliminato da Lince Dorado. Il torneo, alla fine, venne vinto da T.J. Perkins, il quale venne premiato con il Cruiserweight Championship. A seguito di questo torneo, Ali apparve a NXT, territorio di sviluppo della WWE, per partecipare al torneo Dusty Rhodes Tag Team Classic in coppia con Lince Dorado ma i due vennero eliminati al primo turno dal team formato da Kota Ibushi e TJ Perkins il 5 ottobre.

#### Rawe205 Live(2016–2018)
Nonostante la sconfitta nei sedicesimi di finale nel Cruiserweight Classic, Ali fece la sua prima apparizione nel nuovo programma interamente dedicato alla divisione dei pesi leggeri, 205 Live, il 29 novembre 2016. Il suo esordio avvenne nella puntata di 205 Live del 13 dicembre dove ha affrontato proprio colui che lo aveva eliminato nel Cruiserweight Classic, Lince Dorado; il match tra i due, tuttavia, terminò in doppio count-out. Nella stessa puntata di 205 Live del 7 febbraio Ali partecipò ad un Fatal 5-Way Elimination match che comprendeva anche Cedric Alexander, Gentleman Jack Gallagher, Noam Dar e TJ Perkins per determinare il contendente nº 1 al Cruiserweight Championship di Neville a Fastlane ma venne eliminato da Perkins. Nella puntata di 205 Live del 4 aprile Ali prese parte ad un Fatal 4-Way match che comprendeva anche Austin Aries, Gentleman Jack Gallagher e TJ Perkins per determinare il contendente nº1 al Cruiserweight Championship di Neville ma il match venne vinto da Aries. Nella puntata di Raw del 4 dicembre Ali prese parte ad un Fatal 4-Way match che includeva anche Cedric Alexander, Drew Gulak e Tony Nese per determinare uno dei due sfidanti che si sarebbero affrontati per determinare il nuovo contendente nº 1 al Cruiserweight Championship di Enzo Amore ma il match venne vinto da Gulak. L'11 dicembre a Raw, a seguito della sospensione di Rich Swann, Ali partecipò ad un Fatal 4-Way match che includeva anche Ariya Daivari, Cedric Alexander e Tony Nese per determinare uno dei due sfidanti che si sarebbero affrontati per determinare il nuovo contendente nº 1 al Cruiserweight Championship di Enzo Amore ma il match venne vinto da Alexander. Nella puntata di 205 Live del 20 febbraio Ali sconfisse Gentleman Jack Gallagher negli ottavi di finale di un torneo per la riassegnazione del Cruiserweight Championship. Nella puntata di 205 Live del 6 marzo Ali sconfisse Buddy Murphy nei quarti di finale del torneo. Nella puntata di 205 Live del 20 marzo Ali sconfisse Drew Gulak in semifinale, conquistando l'accesso alla finale del torneo. L'8 aprile, nel Kick-off di WrestleMania 34, Ali affrontò Cedric Alexander nella finale del torneo per il Cruiserweight Championship ma venne sconfitto. Nella puntata di 205 Live del 24 aprile Ali partecipò ad un Gauntlet match per determinare il contendente nº1 al Cruiserweight Championship di Cedric Alexander ma, dopo aver eliminato TJP, ma venne eliminato da Drew Gulak. Nella puntata di 205 Live del 19 giugno Ali partecipò ad un Triple Threat match che includeva anche Buddy Murphy e Hideo Itami per determinare il contendente nº1 al Cruiserweight Championship di Cedric Alexander ma il match venne vinto da Itami. Nella puntata di 205 Live del 24 luglio Ali partecipò a un Fatal 4-Way match che includeva anche Drew Gulak, Hideo Itami e TJP per determinare il contendente n° 1 al Cruiserweight Championship di Cedric Alexander ma il match venne vinto da Gulak. Il 18 novembre, a Survivor Series, Ali affrontò Buddy Murphy per il Cruiserweight Championship ma venne sconfitto.

#### SmackDown(2018–2019)
Nella puntata di SmackDown dell'11 dicembre Ali fece la sua prima apparizione nello show per affrontare il WWE Champion Daniel Bryan in un match non titolato venendo sconfitto. Nella puntata di SmackDown del 1º gennaio Ali partecipò ad un Fatal 5-Way match per determinare il contendente n°1 al WWE Championship che comprendeva anche AJ Styles, Randy Orton, Rey Mysterio e Samoa Joe ma il match venne vinto da Styles. Il 27 gennaio, alla Royal Rumble, Ali partecipò al match omonimo entrando col numero 13 ma venne eliminato da Nia Jax. Nella puntata di SmackDown del 12 febbraio Ali venne costretto a rinunciare all'Elimination Chamber match con in palio il WWE Championship ad Elimination Chamber a causa di un infortunio (occorso al termine del match della settimana prima contro Randy Orton), e il suo posto venne preso da Kofi Kingston. Il 10 marzo, a Fastlane, Ali partecipò ad un Triple Threat match per il WWE Championship che includeva anche il campione Daniel Bryan e Kevin Owens ma il match venne vinto da Bryan. Il 26 marzo venne annunciato dalla WWE l'accorciamento del nome in Ali. Il 7 aprile, nel Kick-off di WrestleMania 35, Ali prese parte all'André the Giant Memorial Battle Royal ma venne eliminato da Braun Strowman. Il 19 maggio, a Money in the Bank, Ali partecipò al Money in the Bank Ladder match che comprendeva anche Andrade, Baron Corbin, Drew McIntyre, Finn Bálor, Randy Orton e Ricochet ma il match venne vinto dal rientrante Brock Lesnar, inseritosi all'ultimo nella contesa. Il 27 luglio, a Smackville, Ali affrontò Shinsuke Nakamura per l'Intercontinental Championship ma venne sconfitto. Nella puntata di SmackDown del 27 agosto Ali sconfisse Buddy Murphy negli ottavi di finale del King of the Ring. Nella puntata di SmackDown del 3 settembre Ali venne sconfitto da Elias nei quarti di finale del torneo. Il 6 ottobre, ad Hell in a Cell, Ali venne sconfitto da Randy Orton. Il 31 ottobre, a Crown Jewel, Ali, Ricochet, Roman Reigns, Rusev e Shorty G sconfissero Bobby Lashley, Drew McIntyre, King Corbin, Randy Orton e Shinsuke Nakamura. Il 24 novembre, a Survivor Series, Mustafa Ali (dopo aver ripristinato il suo vecchio ring name) partecipò al tradizionale 5-on-5-on-5 Survivor Series Elimination match contro il Team Raw e il Team NXT ma venne eliminato da Seth Rollins. Nella puntata di SmackDown del 6 dicembre Ali fece coppia con Shorty G, e i due hanno partecipato ad un Fatal 4-Way Tag Team Elimination match per determinare i contendenti n°1 allo SmackDown Tag Team Championship del New Day (Big E e Kofi Kingston) ma vennero eliminati dai Revival. Nella puntata di SmackDown del 13 dicembre Ali e Shorty G sono stati sconfitti dai Revival.

#### Retribution (2020)
Il 17 giugno venne annunciato il passaggio di Ali al roster di Raw. Nella puntata di Raw del 20 luglio Ali debuttò ufficialmente nello show facendo coppia con Cedric Alexander e Ricochet e sconfiggendo l'Hurt Business (Bobby Lashley, MVP e Shelton Benjamin). Nella puntata di Raw del 5 ottobre Ali affrontò MVP ma l'incontro terminò in no-contest; in seguito, Ali mostrò di essere il leader della Retribution, effettuando un turn heel e ordinando ai suoi sottoposti MACE, SLAPJACK e T-BAR di attaccare l'Hurt Business. Il 31 gennaio, alla Royal Rumble, Ali partecipò all'omonimo incontro entrando col numero 4 ma venne eliminato da Big E. Il 21 febbraio, nel Kick-off di Elimination Chamber, Ali partecipò ad un Fatal 4-Way match che comprendeva anche Elias, John Morrison e Ricochet con in palio l'opportunità di inserirsi nel Triple Threat match per lo United States Championship di Bobby Lashley la sera stessa ma il match venne vinto da Morrison. Nella puntata di Raw del 1º marzo Ali sconfisse lo United States Champion Riddle in un match non titolato. Nella puntata di Raw del 15 marzo Ali affrontò nuovamente Riddle, questa volta per lo United States Championship, ma venne sconfitto. Il 21 marzo, nel Kick-off di Fastlane, Ali affrontò nuovamente Riddle per lo United States Championship ma venne sconfitto; nel post match, inoltre, venne attaccato da MACE e T-BAR dopo aver rimproverato per l'ennesima volta i suoi sottoposti della Retribution, mentre RECKONING e SLAPJACK abbandonarono il ring, segnando di fatto la fine della stable.

#### Varie faide (2020–2022)
Dopo lo scioglimento della Retribution, tornò alla competizione singola, apparendo a Raw il 29 marzo per sfidare Drew McIntyre subito dopo il match vinto da questi contro Ricochet, venendo sconfitto in poco tempo. Il 9 aprile, a SmackDown, prese parte all'André the Giant Memorial Battle Royal ma venne eliminato da Ricochet. In seguito, venne visto interagire con Mansoor, dapprima cercando di dargli dei consigli e poi affrontandolo e sconfiggendolo furbescamente il 5 luglio a Raw, ma in seguito i due si allearono formando un tag team, per poi affrontare MACE e T-BAR in due occasioni, uscendone prima vincitori e poi perdenti. Nella puntata di Raw del 6 settembre Ali e Mansoor presero parte ad un Gauntlet match per determinare i contendenti n°1 al Raw Tag Team Championship degli RK-Bro, ma vennero eliminati dal New Day (Kofi Kingston e Xavier Woods). Il 1º ottobre, per effetto del Draft, Ali e Mansoor passarono al roster di SmackDown, anche se i due interruppero la loro alleanza per colpa del turn heel di Ali. Il 21 ottobre, a Crown Jewel, venne poi sconfitto da Mansoor.
Nel 2022, dopo mesi senza aver fatto neanche un'apparizione, chiese pubblicamente su Twitter di poter lasciare la WWE, senza tuttavia riuscirci. Tornò dunque nella puntata di Raw del 25 aprile come face affrontando e sconfiggendo The Miz, ma al termine dell'incontro venne attaccato da Ciampa. Il 30 maggio, a Raw, sconfisse poi Ciampa per squalifica a causa dell'attacco di Theory, ottenendo dunque un'opportunità titolata allo United States Championship di quest'ultimo; questa gli venne concesse poco dopo ma, nonostante tutto, perse l'incontro, fallendo l'assalto al titolo statunitense. Successivamente, il 5 giugno, a Hell in a Cell, affrontò nuovamente Theory per la cintura statunitense ma venne ancora sconfitto. In seguito, apparve a SmackDown il 18 novembre per affrontare Ricochet nei quarti di finale della SmackDown World Cup venendo tuttavia sconfitto.
Nella puntata di SmackDown del 31 marzo partecipò all'annuale André the Giant Memorial Battle Royal ma venne eliminato.

#### NXT(2023)
Il 29 aprile, per effetto del Draft, divenne un free agent.
Nella puntata di Raw del 15 maggio vinse una battle royal eliminando per ultimi Bronson Reed e Ricochet, diventando il nuovo sfidante di Gunther per l'Intercontinental Championship. Il 27 maggio, a Night of Champions, non riuscì tuttavia a conquistare la cintura. Il 9 giugno, a SmackDown, venne sconfitto da Santos Escobar, non riuscendo a qualificarsi per il Money in the Bank Ladder match. Iniziò dunque ad apparire ad NXT, inserendosi in corsa per l'NXT North American Championship, e il 30 luglio, a NXT The Great American Bash, prese parte ad un triple threat match per il titolo nordamericano insieme al campione Dominik Mysterio e Wes Lee ma fu Mysterio a vincere.
Il 21 settembre 2023 venne licenziato dalla WWE.

### New Japan Pro-Wrestling (2024–presente)
Debuttò nella New Japan Pro-Wrestling a Battle at the Valley sfidando Hiroshi Tanahashi per Windy City Riot.

## Vita privata
Adeel Alam è musulmano e prima di diventare un wrestler ha servito come agente di polizia a Homewood, un sobborgo di Chicago.

## Personaggio

### Mosse finali
- 450º splash
- Koji clutch – 2018; 2020–2021
- Moonsault side slam

### Soprannomi
- "The Heart and Soul of 205 Live"
- "The Self-Proclaimed Problem in WWE"

## Titoli e riconoscimenti
- Dreamwave Wrestling
  - Dreamwave Alternative Championship (1)
  - Dreamwave World Championship (1)
- Elite Pro Wrestling
  - EPW Pro Television Championship (1)
- Freelance Wrestling
  - FW Championship (1)
- Jersey All Pro Wrestling
  - JAPW Light Heavyweight Championship (1)
- Midwestern States Pro Wrestling
  - MSPW Heritage Championship (1)
- Pro Wrestling Illustrated
  - 55º tra i 500 migliori wrestler singoli nella PWI 500 (2019)
- Proving Ground Pro
  - PGP Franchise Championship (1)
- Total Nonstop Action Wrestling
  - TNA X Division Championship (1)[12]
- WrestleCrap
  - Gooker Award (2020) - come membro della Retribution